# Arenaria deflexa
Arenaria deflexa là loài thực vật có hoa thuộc họ Cẩm chướng. Loài này được Decne. mô tả khoa học đầu tiên năm 1834.